# Vårbergs kyrka
Vårbergs kyrka är en kyrkobyggnad som tillhör Skärholmens församling i Stockholms stift. Kyrkan ligger i stadsdelen Vårberg omkring en mil sydväst om centrala Stockholm.

## Kyrkobyggnaden
1968 invigdes Vårbergs kyrksal som var det första permanenta kyrkorummet i Vårberg. Kyrksalen var en hyrd lokal i Vårberg centrum. Två år senare bildades "Stiftelsen för kyrka i Vårberg" som verkade för att bygga en kyrka. I början av 90-talet fanns planer att avveckla kyrksalen, men genom stiftelsens pengar och olika omständigheter kunde man flytta över till lokalen bredvid.
1995 invigdes nuvarande kyrksal som fick namnet Vårbergs kyrka. Lokalen på 77 kvadratmeter är utformad av arkitekt Katarina Wiklund och inrymmer kyrkorum, kontor, arbetsrum och pentry. Det rektangulära kyrkorummet påminner om ett japanskt tehus och avskiljs från övriga lokalen med textilier.

## Inventarier
- Orgeln med två stämmor är tillverkad av Grönlunds Orgelbyggeri i Gammelstad.
- En triptyk av textil är utförd 1978 av Hanses Jan-Erik Eriksson. Mittpartiet avbildar ett kors medan sidopartierna har bilder ur Bibeln och trosläran.
- Ett mandorlaformat altarbord är formgivet av kyrkans arkitekt.
- Dopfunten är tillverkad 1967 av Knut Tärning.
- Ett krucifix på kortväggen är tillverkat 1971 av Reinhold Hagström från Knutby.

### Webbkällor
- Skärholmens församling